# Rio do Fogo
Rio do Fogo est une municipalité brésilienne située dans l'État du Rio Grande do Norte.